# 한국생활과학회
한국생활과학회는 생활과학을 연구, 보급하여 가정생활의 질적 향상과 국가의 생활과학기술 및 생활과학 관련 산업의 발전에 기여함을 목적으로 2009년 8월 6일 설립허가된 대한민국 미래창조과학부 소관의 사단법인이다. 사무실은 대전광역시 유성구 대학로 31, 814호 (봉명동, 한진오피스텔)에 있다.